# Coppa Agostoni 1992
La Coppa Agostoni 1992, quarantaseiesima edizione della corsa, si svolse il 21 agosto 1992 su un percorso di 206 km. La vittoria fu appannaggio dell'italiano Stefano Colagè, che completò il percorso in 5h22'31", precedendo i connazionali Giorgio Furlan e Massimo Ghirotto.

## Ordine d'arrivo (Top 10)
| Pos. | Corridore           | Squadra               | Tempo    |
| ---- | ------------------- | --------------------- | -------- |
| 1    | Stefano Colagè      | ZG Mobili-Bottecchia  | 5h22'31" |
| 2    | Giorgio Furlan      | Ariostea              | s.t.     |
| 3    | Massimo Ghirotto    | Carrera-Vagbond       | a 2"     |
| 4    | Davide Cassani      | Ariostea              | s.t.     |
| 5    | Andrew Hampsten     | Motorola              | s.t.     |
| 6    | Stefano Della Santa | Amore & Vita-Fanini   | s.t.     |
| 7    | Gianni Bugno        | Gatorade-Château d'Ax | a 20"    |
| 8    | Giuseppe Calcaterra | Amore & Vita-Fanini   | s.t.     |
| 9    | Alberto Elli        | Ariostea              | s.t.     |
| 10   | Franco Chioccioli   | GB-MG Boys Maglificio | s.t.     |